# V. i M. Srakane
V. i M. Srakane este o arie protejată (sit de importanță comunitară — SCI) din Croația întinsă pe o suprafață de 265,07 ha, integral marine.

## Localizare
Centrul sitului V. i M. Srakane este situat la coordonatele 44°34′34″N 14°19′16″E / 44.576°N 14.321°E.

## Înființare
Situl V. i M. Srakane a fost declarat sit de importanță comunitară în iulie 2013 pentru a proteja un număr necunoscut de specii din flora spontană și fauna sălbatică aflate în arealul zonei.

## Biodiversitate
Situată în ecoregiunea marină mediteraneană, aria protejată conține 2 habitate naturale: Peșteri marine scufundate complet sau parțial, Straturi cu Posidonia (Posidonion oceanicae).
La baza desemnării sitului se află un număr nedeclarat de specii protejate.